# Hippo (cómic)
Hippo (Español: Hipopótamo) es un supervillano ficticio que aparece en los cómics estadounidenses publicados por Marvel Comics.

## Historial de publicaciones
Hippo apareció por primera vez en Dark Reign: The Sinister Spider-Man # 1 y fue creado por Brian Reed, Chris Bachalo y Tim Townsend.

## Biografía del personaje ficticio
Hippo es un hipopótamo de zoológico común llamado "Sra. Fluffy Lumpkins" (este es el nombre dado al hipopótamo a pesar del hecho de que era un macho) que fue convertido en una versión humanoide de sí mismo por el Alto Evolucionador. Mientras estaba en una juerga de crímenes al no poder encontrar trabajo de esta forma, Venom se comió la pierna izquierda (que se hacía pasar por Spider-Man durante el tiempo en que era miembro de los Vengadores Oscuros). Después de esa experiencia, se unió a los Redentores junto a Dementoid, Doctor Everything, Eleven y General Wolfram en un plan para canjear a "Spider-Man". Durante la reunión de los aliados de los Redentores, Hippo menciona sus antecedentes ya que aquellos a los que Venom les había comido las extremidades están equipados con partes cibernéticas. Cuando llegó la hora de que la pandilla de los Redentores atacara a "Spider-Man", Hippo es embestido contra General Wolfram cuando "Spider-Man" logra un fuerte cabezazo que lo hizo.
Hippo se ve más tarde luchando contra los miembros de los Nuevos Vengadores, Spider-Man y Ronin. Durante esta aparición, se muestra que Hippo tiene su pierna izquierda original como si de alguna manera se hubiera restaurado. A ambos les cuesta mucho derribar a Hippo, quien finalmente es derrotado cuando Luke Cage cae sobre él.
Durante la historia del Origen de las Especies, Hippo se encuentra entre los supervillanos reunidos por el Doctor Octopus para asegurarle artículos específicos a cambio de una recompensa.
Hippo visita a continuación un casino subterráneo en la ciudad de Nueva York que atendía a la clientela de supervillanos donde Hippo lo hace mal en las mesas. Cuando Daredevil y Domino se estrellan en el casino, Tiburón Tigre le pide ayuda a Hippo. Hippo se negó ya que tuvo suficientes pérdidas por la noche.
Hippo comienza a asistir a las reuniones de Supervillanos Anónimos que se llevaron a cabo en una iglesia y también asistieron Boomerang, Doctor Bong, Grizzly, Saqueador, Mirage, Puercoespín II y otros. Hippo escuchó la historia de problemas de Mirage e incluso le dio un abrazo a Mirage. Incluso ofrece un abrazo al indignado Boomerang. Hippo asistió a otra reunión de Supervillanos Anonymous. Escuchó a Grizzly y a Looter donde cuentan sobre sus encontronazos con Spider-Man.
Hippo más tarde aparece como un miembro de la casa de fieras que también consiste en Skein, Conejo Blanco, y un nuevo villano llamado Panda-Mania. Estaban en un alboroto robando huevos caros de una subasta hasta que llega Spider-Man. Hipopótamo tira autos a Spider-Man mientras afirma que los huevos "asegurarán su futuro". Él y la casa de fieras son derrotados por Spider-Man a pesar de que Skein usó sus poderes para destruir el atuendo de Spider-Man. Hippo y el resto de Menagerie más tarde se reúnen para cometer un robo de diamantes, pero una vez más son derrotados por Spider-Man.
Más tarde, Hippo apareció solo tratando de robar un banco que estaba siendo custodiado por Chica Ardilla. Después de una breve pelea con Chica Ardilla, Chipmunk Hunk y Koi Boi, Chica Ardilla lo convenció de buscar un trabajo en demolición, momento en el que acepta y se va sin problemas. Hippo dijo que si esto no funciona, volverá al banco para terminar el trabajo.
En el momento en que una Duplicada Chica Ardilla derrotó a la mayoría de los superhumanos de la Tierra y los desterró a la Zona Negativa, descubrió que pasaba por alto a Hippo. Chica Ardilla reunió a Hippo, Agente Venom, Kraven el Cazador y Rocket Raccoon para ayudarla a ella y a sus aliados a oponerse a la Duplicada Chica Ardilla. Mientras que la Duplicada Chica Ardilla descubrió que Hippo era "fácil de botar", él y los demás compraron a Chica Ardilla para rescatar a los otros superhumanos de la Zona Negativa y derrotar a Duplicada Chica Ardilla.
Durante la historia de "Hunted", Hippo se encuentra entre los personajes con temas de animales capturados por Taskmaster y Black Ant para la "Great Hunt" de Kraven el Cazador patrocinada por la compañía de Arcade, Industrias Arcade. Se le vio viendo a Spider-Man luchar contra Escorpión hasta que llegaron los Hunter-Bots creados por Industrias Arcade. Hippo más tarde se une a los personajes de temática animal en la lucha contra los Hunter-Bots. Más tarde es liberado cuando Kraven the Hunter hace que Arcade baje el campo de fuerza alrededor de Central Park.

## Poderes y habilidades
Posee una fuerza sobrehumana y tiene una piel dura que es duradera. Él también se muestra muy hábil en el agua.

## Recepción
- En 2020, CBR.com clasificó a Hippo en el cuarto lugar en su lista "Spider-Man: 10 villanos animales más extraños de los cómics que nos gustaría ver en el UCM".[16]

## En otros medios

### Televisión
Hippo aparece en la segunda temporada de Spider-Man, episodio, "Bring on the Bad Guys" Pt. 1, expresado por Zack Shada. Esta versión tiene una pierna cibernética. Él y Panda-Mania llegaron a la ciudad de Nueva York desde Toledo para asistir a la reunión y cometer un atraco que atrajo la atención de Spider-Man. Después de colapsar parte del metro para distraer a Spider-Man, Hippo y Panda-Mania se dirigen a la reunión. Cuando oyen de una persona misteriosa (Más tarde se reveló que era la mente del Doctor Octopus en el Cerebro Viviente) que hay una recompensa por Spider-Man, Hippo y Panda-Mania se van cuando Panda-Mania acepta llevar a Hippo al museo local de cera.

## Trivia
El alias Hippo fue utilizado por primera vez para un consultor que se encontró con Inframundo.